# 小枝英勲
小枝 英勲（こえだ ひでのり、1929年〈昭和4年〉6月1日 - 2014年〈平成26年〉8月12日）は、日本の政治家。岡山県久米郡中央町長。岡山県議会議員・議長。（自由民主党）。

## 来歴
岡山県久米郡加美村（加美町→中央町を経て、現在の美咲町）原田に生まれる。旧制岡山県立津山中学校（現在の岡山県立津山中学校・高等学校）を経て、明治大学法学部を卒業する。卒業後は、アメリカのスタンフォード大学大学院に学び、修了する。帰国後は全国農業協同組合中央会に入り、経理課長、教育部次長などを務める。その後、帰郷し、1976年の衆議院議員総選挙に岡山1区から新自由クラブ公認で立候補したが、落選した。3年後の1979年の総選挙では無所属で立候補したが落選した。同年、中央町長となる。
中央町長を1期務め、1984年、岡山県議会議員補欠選挙に立候補し、初当選する。2001年には県議会副議長、2005年に議長に就任する。県議会議員は2007年まで務め、同年旭日小綬章を受章した。
2014年8月12日に85歳で死去した。死没日付で従五位。

## 親族
- 父・小枝一雄[2] - 政治家。衆議院議員、参議院議員、岡山県久米郡加美町長。